# Farmacógeno
Farmacógeno é a porção do vegetal ou animal onde localiza-se os princípios ativos com finalidade terapêutica.